# Tumlong
Tumlong Szikkim (szövetségi) állam korábbi fővárosa volt Indiában. Az ismétlődő rajtaütések, betörési kísérletek hatására Tshudpud Namgyal csogyal (uralkodó) 1793-ban tette fővárossá Tumlongot. A város a harmadik volt a fővárosok sorában, az első Yuksom volt, ezt követte sorban a Nepálhoz közeli Rabdentse.
1894-ben Thutob Namgyal csogyal Tumlong helyett Gangtokot emelte székhelyévé.

## Földrajz
Elhelyezkedése: északi szélesség 27° 25', keleti hosszúság 88° 35'.

## Látnivalók
Palotaromok.
Ezenkívül közeli és kedvelt turista célpontok a Phodong, Tashiding és a Labrang kolostorok.
Térkép Tumlong és környékéről

## Külső hivatkozások
1. ↑  Census of India 2011 (Sikkim): (North, West, South and East Districts) Primary Census Abstract. Office of Registrar General & Census Commissioner of India
2. ↑  http://www.maps-india.com/sikkim/tourist-attractions/tumlong-palace-ruins-phodong.html Archiválva 2007. november 2-i dátummal a Wayback Machine-ben Palotaromok
3. ↑  http://www.india9.com/i9show/Tumlong-65945.htm Közeli kolostorok
4. ↑  http://encarta.msn.com/mapof_7886466/Tumlong.html Archiválva 2009. május 5-i dátummal a Wayback Machine-ben Térkép